# Señorío de la Casa de Rubianes
El señorío de la Casa de Rubianes es un señorío jurisdiccional otorgado al fundador de Villagarcía, posteriormente convertido en título nobiliario español. El mayorazgo fue fundado el 4 de febrero de 1535 previa facultad del emperador y rey Carlos I de España, por García de Caamaño «el Hermoso», a favor de su hijo García de Caamaño de Mendoza. En fecha 8 de marzo de 1761, el rey Carlos III de España concedió la grandeza de España al marqués de Villagarcía y señor de la Casa de Rubianes.

## Denominación
Su nombre hace referencia a la Casa Solariega de Rubianes, en Galicia.

## Señores de la Casa de Rubianes
|                       | Titular                                        | Periodo               |
| Creación por Carlos I | Creación por Carlos I                          | Creación por Carlos I |
| --------------------- | ---------------------------------------------- | --------------------- |
| I                     | García de Caamaño de Mendoza                   | 1535-1540             |
| II                    | García Rodríguez de Caamaño                    | 1540-1575             |
| III                   | García de Caamaño y Mendoza                    | 1975-1583             |
| IV                    | José de Caamaño y Mendoza                      | 1583-1630             |
| V                     | Antonia de Caamaño y Mendoza                   | 1630-1698             |
| VI                    | Antonio Domingo de Mendoza Caamaño y Sotomayor | 1698-1714             |
| VII                   | Antonio José de Mendoza Caamaño y Sotomayor    | 1714-1746             |
| VIII                  | Rodrigo Antonio de Monroy y Mendoza            | 1746-1781             |
| IX                    | Joaquín Ginés de Oca Mendoza Caamaño Sotomayor | 1781-1795             |
| X                     | Clara de Oca y Mendoza Caamaño                 | 1795-1799             |
| XI                    | Juan Gayoso de Mendoza                         | 1818-1826             |
| XII                   | Miguel Gayoso de Mendoza y Caamaño             | 1826-1837             |
| XIII                  | José Ramón de Ozores Romero                    | 1848-1849             |
| XIV                   | Juan María Ozores y Valderrama                 | 1851-1870             |
| XV                    | Jacobo Ozores y Mosquera                       | 1872-1901             |
| XVI                   | Gonzalo Ozores y Saavedra                      | 1902-1958             |
| XVII                  | Alfonso Ozores y Saavedra                      | 1960-1962             |
| XVIII                 | Gonzalo Ozores y de Urcola                     | 1964-2006             |
| XIX                   | Beatriz Ozores y Rey                           | 2009-actual titular   |

## Historia de los señores de la Casa de Rubianes
- García de Caamaño de Mendoza (m. Rubianes, enero de 1540[2]), I señor de la Casa de Rubianes,[1] mayorazgo de la Casa de Rubianes en Galicia. Era hijo de García de Caamaño «el Hermoso», señor de Villagarcía de Arousa,  de su segunda esposa, Inés de Mendoza y Sotomayor, hija del mariscal Suero Gómez de Sotomayor, señor de Rianjo.[2]

Casó, en 1492, con Constanza Sánchez de Bendaña, hija de Vasco Guillelmes y de Clara Oanes. Le sucedió su hijo:
- García Rodríguez de Caamaño (m. 1575), II señor de la Casa de Rubianes,[1] mayorazgo de la Casa de Rubianes en Galicia.

Casó, en 1534, con Margarita de Montoto y Figueroa. Sucedió su hijo:
- García de Caamaño y Mendoza (m. 1583), III señor de la Casa de Rubianes.[1]

Casó con Juana de Figueroa y Villamarín. Sucedió su hijo:
- José de Caamaño y Mendoza (m. 1630), IV señor de la Casa de Rubianes.[1]

Casó, en primeras nupcias, con Micaela de Guedeja. Contrajo un segundo matrimonio con Ana María de Mendoza. Casó en terceras nupcias con Ana Mayor de Mendoza. Sucedió su hija del segundo matrimonio:
- Antonia de Caamaño y Mendoza (m. 17 de noviembre de 1698), V señora de la Casa de Rubianes.[1]

Casó, en 1632, con Mauro de Mendoza y Sotomayor (1594-1673), I marqués de Villagarcía, I vizconde de Barrantes y caballero de la Orden de Calatrava. Sucedió su hijo:
- Antonio Domingo de Mendoza Caamaño y Sotomayor (Pontevedra, 2 de marzo de 1638-Madrid, 10 de mayo de 1714), VI señor de la Casa de Rubianes,[1] II marqués de Villagarcía, II vizconde de Barrantes,[3] caballero de la Orden de Santiago, embajador extraordinario en Francia, embajador en Venecia y virrey de Valencia.[4]

Casó, el 19 de diciembre de 1660, con Juana Catalina de Ribera y Ronquillo (m.1699), hija de Diego de Ribera y Báñez y su esposa Catalina Ronquillo, hija de Francisco Ronquillo y de Catalina Fonseca. Fueron padres de cuatro hijos, entre ellos, su sucesor y Antonia de Mendoza y Caamaño, casada con Diego Fernández de Córdoba, IV conde de Villarompardo. Sucedió su hijo:
- Antonio José de Mendoza Caamaño y Sotomayor (Las Vegas de Matute (Segovia), 13 de marzo de 1667[3]-14 de diciembre de 1746), VII señor de la Casa de Rubianes,[1] III marqués de Villagarcía, III vizconde de Barrantes,[3] embajador en Venecia y en Lisboa, virrey de Cataluña, virrey del Perú y presidente de la Real Audiencia de la ciudad de los Reyes.

Casó con Clara Benita de Barrionuevo y Monroy, IV marquesa de Monroy. Sucedió su hijo:
- Rodrigo Antonio de Monroy y Mendoza (Valencia, 17 de junio de 1701-Madrid, 22 de agosto de 1781),[6], VIII señor de la Casa de Rubianes, grande de España,[1] V marqués de Monroy,[7] VI marqués de Cusano,[7] IV marqués de Villagarcía[8] y IV vizconde de Barrantes.[3]

Casó el 13 de junio de 1736, en Toledo, con su prima segunda, Blasa Pantoja y Bellvís de Moncada (1714-1793), IX condesa de Torrejón, grande de España, VI marquesa de Valencina, IX condesa de Villaverde, señora de Mocejón y Benacazón y XI poseedora del oficio de alférez mayor perpetuo de Toledo, hija de Félix Francisco Pantoja de Carvajal, VII conde de Torrejón y IV marqués de Valencina, alférez mayor perpetuo de la Imperial Ciudad de Toledo y su Reino, como poseedor del mayorazgo de Silva, y de su esposa María Josefa Bellvís Moncada y Exarch (m. 21 de diciembre de 1758) Al no tener descendencia, en su testamento de 5 de mayo de 1771, nombró a su sobrino «su sucesor y heredero en los mayorazgos y títulos». Este sobrino era hijo de su hermana María Josefa Alberta y de su esposo Jerónimo María de Oca Nieto de Silva Cisneros y Moctezuma, VII conde de Moctezuma de Tultengo, IV marqués de Tenebrón, VII vizconde de Ilucán y señor de Celme.
- Joaquín Ginés de Oca Mendoza Caamaño Sotomayor (20 de marzo de 1733-31 de agosto de 1795), IX señor de la Casa de Rubianes,[1] VI marqués de Monroy,[13] VIII conde de Moctezuma de Tultengo,[6] V marqués de Tenebrón,[6] V marqués de Villagarcía, V vizconde de Barrantes,[3] VII marqués de Cusano, V vizconde de Barrantes, señor de Vista Alegre y del Celme y caballero de la Orden de Santiago.[13]

Casó en primeras nupcias con María de los Dolores Fernández de Córdoba y Moncada (m. 17 de abril de 1770), hija de Luis Antonio Fernández de Córdoba-Figueroa y Spínola de la Cerda, XI duque de Medinaceli y de su primera esposa, María Teresa de Moncada Aragón y Benavides, VII duquesa de Camiña (V título de Castilla). Contrajo un segundo matrimonio con María Ignacia Idiáquez y Palafox. Sin descendencia, sucedió su hermana:
- Clara de Oca y Mendoza Caamaño (Madrid, 28 de mayo de 1723-Madrid, 11 de febrero de 1799), X señora de la Casa de Rubianes,[1]  VII marquesa de Monroy,[14] IX condesa de Moctezuma de Tultengo, VI marquesa de Tenebrón, VI marquesa de Villagarcía, marquesa de Cusano, VI vizcondesa de Barrantes,[3] IX vizcondesa de Ilucan, etc.[14]

Soltera y sin descendientes, a su muerte se repartieron sus títulos y le sucedió, en 1818, por sentencia de tenuta, un pariente de una rama colateral:
- Juan Gayoso de Mendoza (m. 13 de enero de 1826), XI señor de la Casa de Rubianes,[16] tercer nieto de Constanza de Caamaño, hija del II señor de la Casa de Rubianes, y de su esposo, Juan de Gayoso y Lugo.[15]

Casó con Francisca de Yebra Suárez de Deza y Oca.  Sucedió su hijo:
- Miguel Gayoso de Mendoza y Caamaño (m. La Coruña, 1837),[18] XII señor de la Casa de Rubianes.[17]

Casó en primeras nupcias con Marta Faustina Pimentel y Bayón (m. 22 de mayo de 1804) y en segundas nupcias, el 27 de octubre de 1804, con Pilar Gayoso de los Cobos y Bermúdez de Castro, hija de Domingo Gayoso Gómez de los Cobos, marquesado de Camarasa|marqués de Camarasa, y de Ana Gertrudis Bermúdez de Castro. Sin descendencia, le sucedió un pariente de una rama colateral, por sentencia de tenuta del 8 de noviembre de 1838:
- José Ramón Ozores y Romero, también llamado José Ramón Ozores Calo y Villafane, (Villagarcía de Arosa, 29 de noviembre de 1785-Santiago de Compostela, 6 de febrero de 1849), XIII señor de la Casa de Rubianes grande de España,[19][17][15] señor de la casa y Torre de Rial en Sobrán de las Casas de Guntín y Canedo, etc., coronel del regimiento provincial de Compostela, gran cruz de la Orden de Carlos III, gentilhombre de cámara del rey y senador del reino.[17] Era hijo de Juan de la Cruz Ozores Villafane y María Josefa Romero.[19]

Casó con María de la Aurora de Valderrama y Barrio. Le sucedió su hijo:
- Juan María Ozores y Valderrama (1 de diciembre de 1809-13 de julio de 1870), XIV señor de la Casa de Rubianes, grande de España[17] y senador vitalicio (1853-1868).[20]

Casó con María Josefa de Mosquera y Novales, VII marquesa de Aranda y de Guimarey. Le sucedió su hijo:

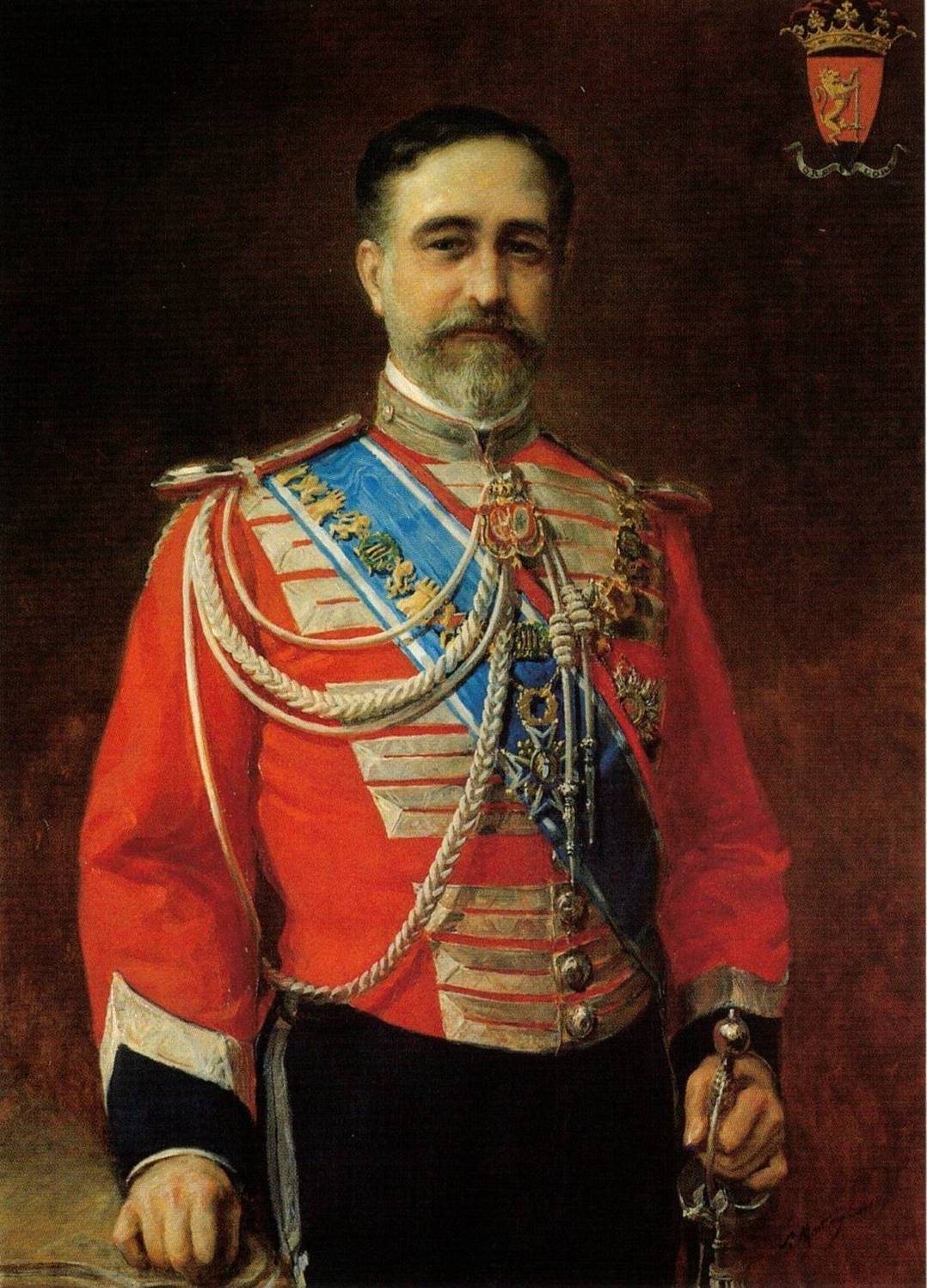
Jacobo Ozores, marqués de Aranda y señor de la Casa de Rubianes. Salvador Martínez Cubells, 1902. (Palacio del Senado de España)

- Jacobo Ozores y Mosquera (18 de octubre de 1830-20 de noviembre de 1901),[22] XV señor de la Casa de Rubianes, grande de España,[17] VIII marqués de Aranda y Guimarey, vizconde de Quintanilla desde 1859[21] y senador por la provincia de Pontevedra y vitalicio.[23]

Casó, el 8 de junio de 1859, con Corina de Saavedra y Cueto. En 1902, le sucedió su hijo:
- Gonzalo Ozores y Saavedra (Madrid, 3 de diciembre de 1863[15]-19 de diciembre de 1958), XVI señor de la Casa de Rubianes, grande de España[17][24] y IX marqués de Aranda.

Casó en primeras nupcias, el 5 de agosto de 1898, con Beatriz de Saavedra y Salamanca y, en segundas nupcias, el 1 de julio de 1915, con María de los Ángeles Santamarina y Romero. En 1960, le sucedió su hijo de su primer matrimonio:
- Alfonso Ozores y Saavedra (m. 13 de septiembre de 1962), XVII señor de la Casa de Rubianes, grande de España[17][25] y X marqués de Aranda.

Casó, el 12 de junio de 1930, con María de los Dolores de Urcola y Zuloaga. En 1964, le sucedió su hijo:
- Gonzalo Ozores y de Urcola (m. 10 de noviembre de 2006), XVIII señor de la Casa de Rubianes, grande de España[17][26] y XI marqués de Aranda.

Casó, el 5 de agosto de 1967, con Paloma Rey y Fernández-Latorre (m. Madrid, junio de 2022). En 2009, le sucedió su hija:
- Beatriz Ozores y Rey, XIX señora de la Casa de Rubianes, grande de España[17][28] y XII marquesa de Aranda.

Casó, en 1996, con Gonzalo Fernández de Mesa y Temboury.